# Деминская (Котласский район)
Деминская — деревня в Котласском районе Архангельской области. 

## География
Находится в юго-восточной части Архангельской области, к востоку от автодороги 11К-342, на расстоянии приблизительно 44 км на восток по прямой от административного центра округа города Котлас.

## История
В 1859 году здесь (деревня Сольвычегодского уезда Вологодской губернии) было учтено 10 дворов. До 2022 года входила в Черёмушское сельское поселение до его упразднения.

## Население
Численность населения: 39 человек (1859 год), 7 (русские 100 %) в 2002 году, 8 в 2010.